# Apfeltrach
Apfeltrach là một đô thị ở huyện Unterallgäu bang Bayern, Đức.